# فایز السبیعی
فایز السبیعی (عربی: فايز السبيعي؛ زادهٔ ۹ اکتبر ۱۹۸۲) یک بازیکن فوتبال اهل عربستان سعودی است.
از باشگاه‌هایی که در آن بازی کرده‌است می‌توان به التعاون عربستان، الهلال عربستان، الاتحاد، الرائد عربستان، و الاتفاق عربستان اشاره کرد.